# ألبيت
الألبيت (أو الألبايت) هو معدن فلدسبار من مجموعة بلاغيوكلاس، وهو عبارة عن محلول جامد منها عندما يكون هناك محتوى أقل من 10% من أنورثيت.
لمعدن الألبيت الصيغة NaAlSi3O8، وهو بذلك من تيكتوسيليكات، وهو مكون شائع في الصخور الفلسية Felsic.
عادة ما يكون لونه أبيض نقي، ومنه جاء الاسم من اللاتينية albus